# Federica Faiella

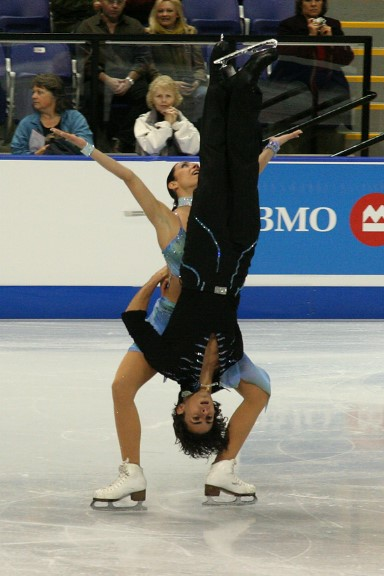

Federica Faiella (Rome, 1 februari 1981) is een Italiaanse kunstschaatsster.
Faiella is actief in het ijsdansen en sinds 2001 is Massimo Scali haar vaste sportpartner. Hun huidige trainers zijn Natalja Linitsjoek, Paola Mezzadri en Gennadi Karpanossov. Voorheen reed ze onder andere met Luciano Milo waarmee ze in 1998 en 1999 de zilveren medaille op het WK voor junioren veroverde. Op de EK’s van 2009 en 2010 wonnen ze de zilveren medaille, op het WK van 2010 voegden ze hier een bronzen medaille aan toe.

## Persoonlijke records
| resultaten t/m 2010     |        |            |          |
|                         | punten | datum      | toernooi |
| Hoogste totaalscore     | 201.91 | 21-03-2008 | WK       |
| Hoogste verplichte dans | 40.85  | 23-03-2010 | WK       |
| Hoogste originele dans  | 63.55  | 20-03-2008 | WK       |
| Hoogste vrije dans      | 101.21 | 21-03-2008 | WK       |

| resultaten vanaf 2010 |        |            |               |
| Records               | punten | datum      | toernooi      |
| Hoogste totaalscore   | 145.92 | 28-01-2011 | EK            |
| Hoogste korte kür     | 57.65  | 19-11-2011 | Cup of Russia |
| Hoogste vrije kür     | 88.74  | 28-01-2011 | EK            |

## Belangrijke resultaten
1996-2001 met Luciano Milo
2001-2010 met Massimo Scali
| Kampioenschap           | 96/97  | 97/98  | 98/99  | 99/00  | 00/01 |  | 01/02  | 02/03 | 03/04 | 04/05 | 05/06  | 06/07 | 07/08 | 08/09  | 09/10  | 10/11 |
| ----------------------- | ------ | ------ | ------ | ------ | ----- |  | ------ | ----- | ----- | ----- | ------ | ----- | ----- | ------ | ------ | ----- |
| Olympische Spelen       |        |        |        |        |       |  | 18e    |       |       |       | 13e    |       |       |        | 5e     |       |
| Wereldkampioenschap     |        |        |        | tzt    |       |  | 16e    | 11e   | 9e    | 9e    | 8e     | 9e    | 5e    | 8e     | Brons  |       |
| Europees kampioenschap  |        |        |        | 11e    |       |  | 12e    | 8e    | 6e    | 5e    | 7e     | 6e    | 4e    | Zilver | Zilver | 5e    |
| Nationaal kampioenschap |        |        |        | Zilver |       |  | Zilver | Goud  | Goud  | Goud  | Zilver | Goud  | Goud  | Goud   | Goud   |       |
| WK junioren             | 7e     | Zilver | Zilver |        |       |  |        |       |       |       |        |       |       |        |        |       |
| NK Junioren             | Zilver | Goud   | Goud   |        |       |  |        |       |       |       |        |       |       |        |        |       |

* tzt = trokken zich terug 